# Кулемет MG 131
MG 131 (скорочення від нім. Maschinengewehr 131 або "Кулемет 131") був німецьким кулеметом калібру 13 мм розроблений у 1938 році компанією Rheinmetall-Borsig і випускався з 1940 до 1945. MG 131 був розроблений для встановлення у фіксованих, рухливих або баштових, одиночних або спарених установках на літаках Люфтваффе під час Другої світової війни.

## Конструкція
Це був один з найменших серед великокаліберних кулеметів, на 60% легший за M2 Browning або Breda 12,7 мм. Незважаючи на це MG 131 був швидкострільною зброєю з підвищеною вогневою потужністю для своє ваги. Він був оснащений ОФ снарядами. Найбільш схожим кулеметом був японський Ho-103. Інший кулемет країн Осі, Breda 12,7 мм, був майже на 13 кг важчий і більший, з темпом стрільби меншим майже на 150 пострілів за хвилину. Малий розмір MG 131 міг замінити кулемети 7,92 мм навіть у винищувачах Люфтваффе з малими носами, які стали загальнопоширеними починаючи з 1943. Ця зброя значно покращила бронепробиття союзних літаків у яких покращилося бронювання. Це було особливо актуально, коли мова йшла про важкі бомбардувальники союзників.
Вони встановлювалися на літаки Messerschmitt Bf 109, Me 410 Hornisse, Fw 190, Ju 88, Junkers Ju 388, He 177 Greif bomber та інші літаки. Дистанційно керована гарматна баштова система Fernbedienbare Drehlafette FDL 131Z, яка встановлювалася на верхній частині фюзеляжу у передній частині He 177A, мала два MG 131 для захисту згори, на Hecklafette HL 131V у хвостовій башті, повинна була стати стандартною на ніколи не побудованій версії A-6 літака He 177A, планувався для використання як стандартне озброєння для німецьких прототипів бомбардувальників, таких як чотиридвигунний He 177B та розробка 1943–44 Amerika Bomber від Heinkel, з радіальним двигуном BMW 801E Heinkel He 277, обидві конструкції були розроблені для встановлення хвостової башти HL 131V з чотирма MG 131, по два кулемети у кожній парі зовнішніх установок по обох боках від стрільця, з горизонтальним наведення  яке відбувалося за допомогою обертання осереддя башти. Конструкцію башти розробили Borsig, який був підрозділом компанії Rheinmetall-Borsig (яка сама була виробником гармат) і була перспективною розробкою, за допомогою гідравлічного приводу наводячи башту по дузі у 60º для підвищення та зниження, з можливістю горизонтального наведення на 100º в обидва боки, усі з верхньою кутовою швидкістю переміщення 60º за секунду.  Конструкція хвостової башти Hecklafette випускалися лише малою партією для проведення випробувань та інженерні макети пізніше у 1943.
MG 131 стріляв снарядами з електричним запаленням для досягнення високого темпу вогню для синхронної стрільби через гвинт на однодвигунних винищувачах. Два кулемети MG 131 використовувалися як озброєння яке встановлювалося на капоті на пізніх моделях Bf 109G і на Fw 190.

## Технічні дані
- Вага: 16,6 кілограма (37 фунт)
- Довжина: 1,17 метра (3,8 фут)
- Дулова швидкість: ~ 750 метрів за секунду (2 500 фут/с)
- Тем вогню: ~ 900 пострілів за хвилину

- 13 мм ББ (Pzgr. L'Spur) - 710 м/с, вага снаряда 38,5 грама (594 гр), дулова енергія 989 м/кг
- 13 мм ОФ-T (Sprgr. L'Spur) - 710 м/с, вага снаряда 34 грами (520 гр)
- 13 мм КС-T (Br. Sprgr. L'Spur) - 750 м/с, вага снаряда 34 грами (520 гр) з 1,4 грама (22 гр) PETN + 0,3 грама (4,6 гр) терміту, дулова енергія 975 м/кг